# یواس‌اس داراگا (اس‌پی-۴۳)
یواس‌اس داراگا (اس‌پی-۴۳) (به انگلیسی: USS Daraga (SP-43)) یک کشتی بود که طول آن ۷۷ فوت ۶ اینچ (۲۳٫۶۲ متر) بود. این کشتی در سال ۱۹۱۵ ساخته شد.